# Farol de Carlsberg
O Farol de Carlsberg em dinamarquês:  Carlsberg Fyrtårn;), também conhecido como  «Torre de Cal» (em dinamarquês: Kridttårnet) devido à pedra calcária que é o material dominante no edifício, é um antigo farol situado na zona de Carlsberg em Copenhaga, capital da Dinamarca. 
Construída em 1883, a Torre de Cal era originalmente parte de uma nova entrada principal do grupo cervejeiro Carlsberg em Valby. A fábrica de cerveja tinha tomado o nome Gammel Carlsberg devido a uma controvérsia familiar, pela qual se fundou uma nova fábrica de cerveja que, com o consentimento do pai do fundador da nova fábrica, foi comercializada sob o nome de Ny Carlsberg ("Nova Carlsberg"). A nova entrada principal era um arco, que incorporou o novo nome em letras douradas. A porta estava ligada à Torre de Cal por um muro que também foi construído em pedra calcária.
É um exemplo da arquitetura historicista. Hoje é uma residência particular.